# بیشه‌کلا (محمودآباد)
بیشه کلا، روستایی است از توابع بخش سرخ‌رود شهرستان محمودآباد در استان مازندران ایران این روستا مرکز دهستان هرازپی شمالی می باشد نیم دانگ از کل زمین های  این روستا توسط امیر مکرم لاریجانی از زمان قاجار وقف مراسم عزاداری در ایام محرم صفر می باشد.
اردوگاه آموزشی تفریحی نیروی هوایی ارتش  در ضلع شمالی روستا و کنار دریا و دارای باند فرودگاه نظامی می باشد .

## جمعیت
این روستا در دهستان هرازپی شمالی قرار دارد و براساس سرشماری مرکز آمار ایران در سال ۱۳۸۵، جمعیت آن ۱۷۸۱ نفر (۴۹۲خانوار) بوده‌است.